# 皇家植物学会

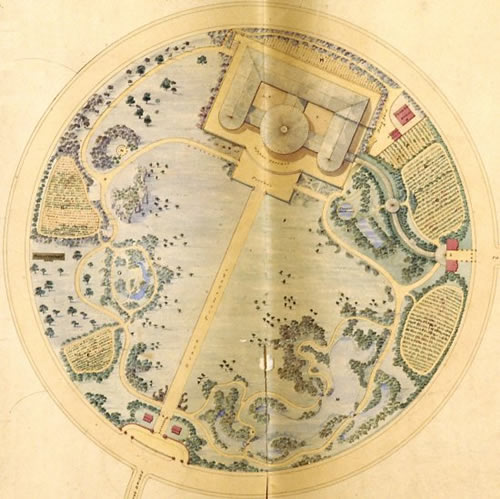
1840年德西默斯·伯顿的学会花园设计图

皇家植物学会（Royal Botanic Society）是一个已不存在的英国學會，由英国植物学家詹姆斯·德·卡尔·索尔比（James De Carle Sowerby）于1839成立。成立后不久，它就在伦敦摄政公园内租用了约18英畝（7.3公頃）土地用作实验田。学会的花园向会员开放，每周偶尔向公众开放，但需付费。夏季，这里会举行花展、宴会和其他娱乐活动。 
1932年，由于租约到期，学会解散。学会原址现为摄政公园的玛丽皇后花园（Queen Mary's Gardens）。